# 江郎山
28°31′47″N 118°33′55″E / 28.52972°N 118.56528°E
江郎山位于中华人民共和国浙江省江山市南部石门镇，距江山市区25公里；为国家级风景名胜区，也是世界自然遗产地，素有“雄奇冠天下，秀丽甲东南”之誉。2010年8月2日，在巴西利亚举行的第34届世界遗产大会将“中国丹霞”正式列入《世界遗产名录》，联合申报该项目的江郎山名列其中。2017年，江郎山·廿八都景区被评为国家5A级旅游景区。
江郎山属于典型的晚期高位孤峰型丹霞地貌。三峰自北向南呈“川”字形排列，当地人又称“三爿石”，依次为：郎峰、亚峰、灵峰。其中主峰郎峰海拔816.8米。

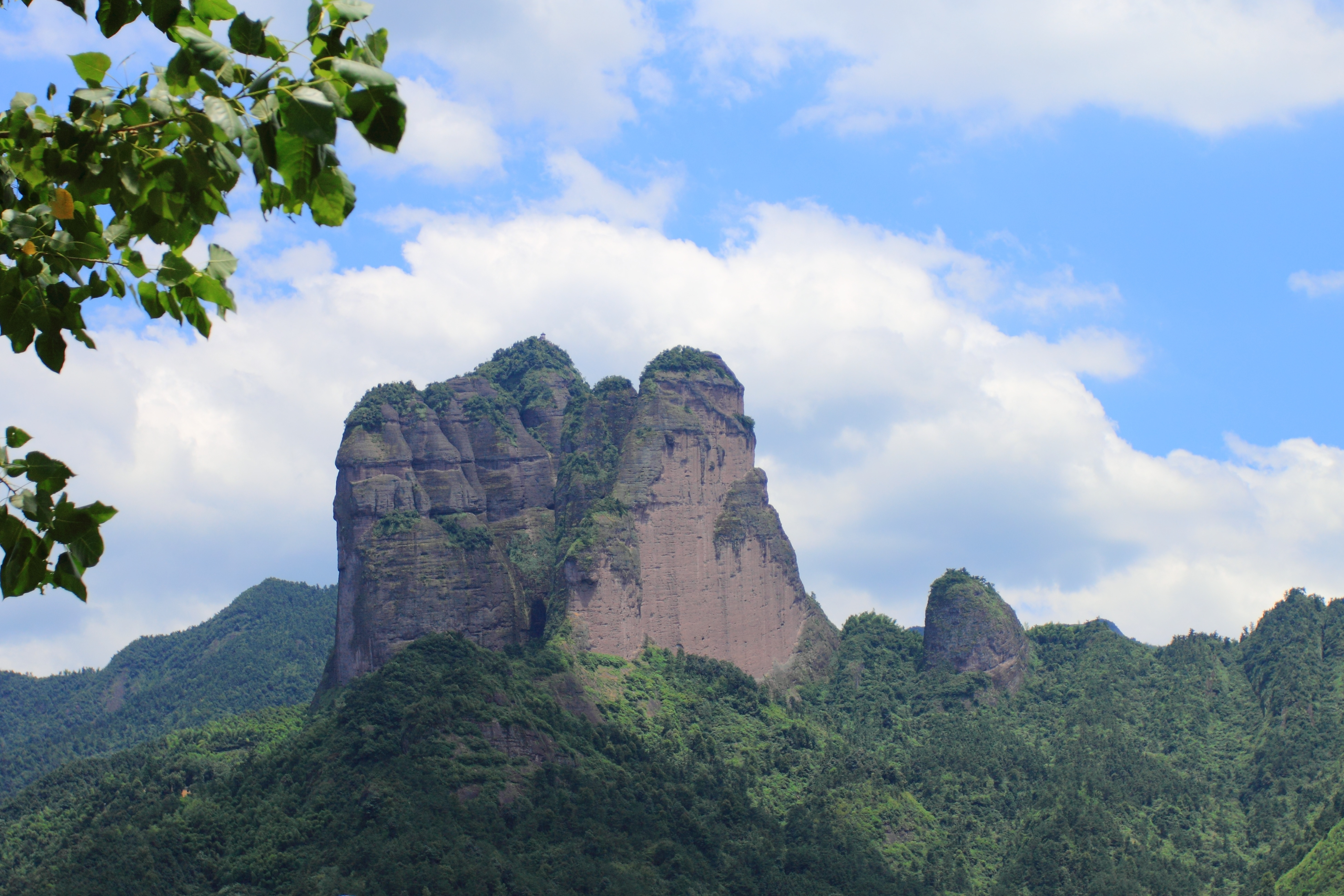

## 游客中心
江郎山新游客中心拥有自然文化展厅等。

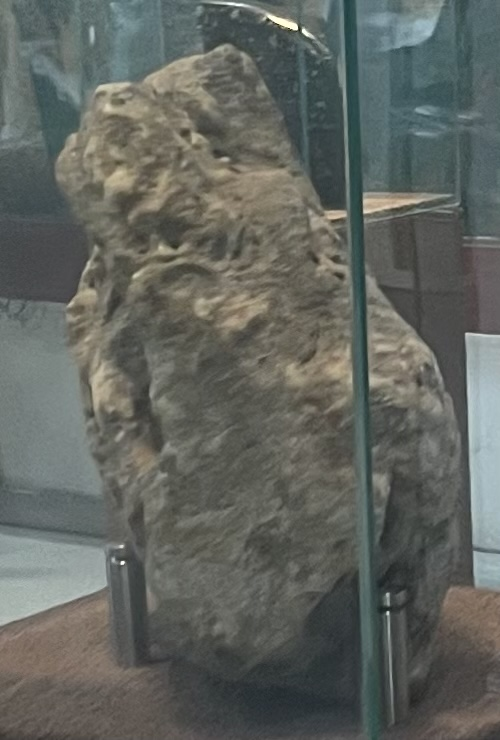
江郎山自然文化展厅

## 延伸阅读
[在维基数据编辑]
 《欽定古今圖書集成·方輿彙編·山川典·江郎山部》，出自陈梦雷《古今圖書集成》